# Zalipje (obwód homelski)
Zalipje (biał. Заліп’е; ros. Залипье, Zalipje) – wieś na Białorusi, w obwodzie homelskim, w rejonie homelskim, w sielsowiecie Uryckaje. Od południa graniczy z Homlem.